# Nordi Mukiele
Nordi Mukiele Mulere (Montreuil, 1º novembre 1997) è un calciatore francese, difensore del Sunderland.

## Biografia
Di origini congolesi, suo fratello Norvin è anch'egli un calciatore.

## Caratteristiche tecniche
È un terzino destro (utilizzabile anche da difensore centrale e da centrocampista) dotato di grande atletismo, abile nella lettura del gioco e nella fase offensiva. Ha dichiarato di ispirarsi a Sergio Ramos e John Terry.

## Carriera

### Club
Cresciuto nelle giovanili del Paris FC, nel 2013 viene acquistato dal Laval che lo aggrega alla seconda squadra.
Esordisce con la prima squadra il 28 novembre 2014 in una partita pareggiata 1-1 contro l'Auxerre.
Il 6 gennaio 2017 viene acquistato dal Montpellier, club militante in Ligue 1 con cui s'impone sin da subito come titolare.
Il 30 maggio 2018 viene acquistato dal RB Lipsia.
Il 26 luglio 2022 viene acquistato dal Paris Saint-Germain.
Il 28 agosto 2024 viene ceduto in prestito al Bayer Leverkusen.
Il 17 agosto 2025 viene ceduto a titolo definitivo al Sunderland, in Premier League.

### Nazionale
Il 2 settembre 2021 viene convocato per la prima volta in nazionale maggiore in sostituzione dello squalificato Jules Koundé. Cinque giorni dopo fa il suo esordio con i bleus in occasione del successo per 2-0 contro la Finlandia.

## Statistiche

### Presenze e reti nei club
Statistiche aggiornate al 17 agosto 2025.
| Stagione                   | Squadra                    | Campionato                 | Campionato | Campionato | Coppe nazionali | Coppe nazionali | Coppe nazionali | Coppe continentali | Coppe continentali | Coppe continentali | Altre coppe | Altre coppe | Altre coppe | Totale | Totale | Totale |
| Stagione                   | Squadra                    | Comp                       | Pres       | Reti       | Comp            | Pres            | Reti            | Comp               | Pres               | Reti               | Comp        | Pres        | Reti        | Pres   | Reti   |        |
| -------------------------- | -------------------------- | -------------------------- | ---------- | ---------- | --------------- | --------------- | --------------- | ------------------ | ------------------ | ------------------ | ----------- | ----------- | ----------- | ------ | ------ | ------ |
| 2014-2015                  | Laval                      | L2                         | 2          | 0          | CF+CdL          | 0               | 0               | -                  | -                  | -                  | -           | -           | -           | 2      | 0      |        |
| 2015-2016                  | Laval                      | L2                         | 15         | 2          | CF+CdL          | 1+2             | 0               | -                  | -                  | -                  | -           | -           | -           | 18     | 2      |        |
| 2016-gen. 2017             | Laval                      | L2                         | 17         | 0          | CF+CdL          | 1+3             | 0               | -                  | -                  | -                  | -           | -           | -           | 21     | 0      |        |
| Totale Laval               | Totale Laval               | Totale Laval               | 34         | 2          |                 | 7               | 0               |                    | -                  | -                  |             | -           | -           | 41     | 2      |        |
| gen.-giu. 2017             | Montpellier                | L1                         | 17         | 0          | CF+CdL          | -               | -               | -                  | -                  | -                  | -           | -           | -           | 17     | 0      |        |
| 2017-2018                  | Montpellier                | L1                         | 33         | 0          | CF+CdL          | 2+4             | 0               | -                  | -                  | -                  | -           | -           | -           | 39     | 0      |        |
| Totale Montpellier         | Totale Montpellier         | Totale Montpellier         | 50         | 0          |                 | 6               | 0               |                    | -                  | -                  |             | -           | -           | 56     | 0      |        |
| 2018-2019                  | RB Lipsia                  | BL                         | 19         | 1          | CG              | 4               | 0               | UEL                | 8                  | 0                  | -           | -           | -           | 31     | 1      |        |
| 2019-2020                  | RB Lipsia                  | BL                         | 25         | 3          | CG              | 2               | 0               | UCL                | 10                 | 0                  | -           | -           | -           | 38     | 3      |        |
| 2020-2021                  | RB Lipsia                  | BL                         | 28         | 3          | CG              | 5               | 0               | UCL                | 7                  | 1                  | -           | -           | -           | 40     | 4      |        |
| 2021-2022                  | RB Lipsia                  | BL                         | 28         | 1          | CG              | 2               | 0               | UCL+UEL            | 6+2                | 1+0                | -           | -           | -           | 38     | 2      |        |
| Totale RB Lipsia           | Totale RB Lipsia           | Totale RB Lipsia           | 100        | 8          |                 | 13              | 0               |                    | 33                 | 2                  |             | -           | -           | 146    | 10     |        |
| 2022-2023                  | Paris Saint-Germain        | L1                         | 19         | 0          | CF              | 1               | 0               | UCL                | 4                  | 0                  | SF          | 1           | 0           | 25     | 0      |        |
| 2023-2024                  | Paris Saint-Germain        | L1                         | 16         | 0          | CF              | 1               | 0               | UCL                | 3                  | 0                  | SF          | 0           | 0           | 20     | 0      |        |
| Totale Paris Saint-Germain | Totale Paris Saint-Germain | Totale Paris Saint-Germain | 35         | 0          |                 | 2               | 0               |                    | 7                  | 0                  |             | 1           | 0           | 45     | 0      |        |
| 2024-2025                  | Bayer Leverkusen           | BL                         | 15         | 1          | CG              | 4               | 0               | UCL                | 5                  | 1                  | SG          | 0           | 0           | 24     | 2      |        |
| 2025-2026                  | Sunderland                 | PL                         | -          | -          | FACup+CdL       | -               | -               | -                  | -                  | -                  | -           | -           | -           | -      | -      |        |
| Totale carriera            | Totale carriera            | Totale carriera            | 234        | 11         |                 | 32              | 0               |                    | 45                 | 3                  |             | 1           | 0           | 312    | 14     |        |

### Cronologia presenze e reti in nazionale
| Cronologia completa delle presenze e delle reti in nazionale ― Francia | Cronologia completa delle presenze e delle reti in nazionale ― Francia | Cronologia completa delle presenze e delle reti in nazionale ― Francia | Cronologia completa delle presenze e delle reti in nazionale ― Francia | Cronologia completa delle presenze e delle reti in nazionale ― Francia | Cronologia completa delle presenze e delle reti in nazionale ― Francia | Cronologia completa delle presenze e delle reti in nazionale ― Francia | Cronologia completa delle presenze e delle reti in nazionale ― Francia |
| Data                                                                   | Città                                                                  | In casa                                                                | Risultato                                                              | Ospiti                                                                 | Competizione                                                           | Reti                                                                   | Note                                                                   |
| ---------------------------------------------------------------------- | ---------------------------------------------------------------------- | ---------------------------------------------------------------------- | ---------------------------------------------------------------------- | ---------------------------------------------------------------------- | ---------------------------------------------------------------------- | ---------------------------------------------------------------------- | ---------------------------------------------------------------------- |
| 7-9-2021                                                               | Décines-Charpieu                                                       | Francia                                                                | 2 – 0                                                                  | Finlandia                                                              | Qual. Mondiali 2022                                                    | -                                                                      | 67’                                                                    |
| Totale                                                                 |                                                                        | Presenze                                                               | 1                                                                      |                                                                        | Reti                                                                   | 0                                                                      |                                                                        |

## Palmarès

### Club

#### Competizioni nazionali
- Coppa di Germania: 1

RB Lipsia: 2021-2022
- Supercoppa francese: 2

Paris Saint-Germain: 2022, 2023
- Campionato francese: 2

Paris Saint-Germain: 2022-2023,  2023-2024
- Coppa di Francia: 1

Paris Saint-Germain: 2023-2024